# Nicola Cosentino
Nicola Cosentino (Casal di Principe, 2 gennaio 1959) è un imprenditore, ex politico e mafioso italiano.
Noto anche col soprannome di "Nick 'o mericano", è stato deputato alla Camera dal 9 maggio 1996 al 14 marzo 2013 per Forza Italia e Il Popolo della Libertà in 4 legislature (XIII, XIV, XV, XVI), oltreché sottosegretario di Stato al Ministero dell'economia e delle finanze dal 12 maggio 2008 al 14 luglio 2010 nel governo Berlusconi IV.
Nell'aprile 2023 è stato condannato in via definitiva a 10 anni di reclusione per concorso esterno in associazione mafiosa in quanto ritenuto il referente del clan dei Casalesi presso il governo italiano.

## Biografia
Nato il 2 gennaio 1959 a Casal di Principe, in provincia di Caserta, si è laureato in giurisprudenza.
È uno degli eredi della società attiva nel commercio di gas e carburante fondata dal padre. Avrebbe in seguito ereditato dal padre anche il soprannome. È attualmente fuori dalla gestione della società, condotta dai fratelli.
A lui è dedicata la biografia non autorizzata "Il Casalese. Ascesa e tramonto di un leader politico di Terra di Lavoro"; in seguito la famiglia di Nicola Cosentino ha intentato una causa di risarcimento nei confronti dell'editore del libro biografico non autorizzato.

## Carriera politica

### Gli inizi nello PSDI
Ancora studente alla facoltà di giurisprudenza, comincia a dedicarsi alla politica ed ottiene il suo primo incarico nel 1978, quando diventa consigliere comunale di Casal di Principe, a soli 19 anni, eletto tra le liste del Partito Socialista Democratico Italiano (PSDI), rimanendo in carica fino al 1980.
Diventa poi consigliere della provincia di Caserta (1980) e assessore con delega ai servizi sociali dal 1983 al 1985. Rieletto alla provincia di Caserta nel 1985, viene nominato assessore alla pubblica istruzione. Al suo terzo mandato come consigliere provinciale (1990), ricopre l'incarico di assessore provinciale all'agricoltura.
Con la discesa in campo nella politica di Silvio Berlusconi, aderisce a Forza Italia, dove alle elezioni regionali in Campania del 1995 si candida tra le sue liste, nella mozione del deputato ed ex sottosegretario al tesoro missino Antonio Rastrelli, venendo eletto nella circoscrizione di Caserta con 12.851 preferenze (31,5% delle preferenze espresse nella circoscrizione) in consiglio regionale della Campania.

### Deputato di Forza Italia
Alle elezioni politiche del 1996 viene candidato alla Camera dei deputati nel collegio elettorale di Capua, sostenuto dalla coalizione di centro-destra Polo per le Libertà in quota forzista, dove viene eletto deputato con il 49,82% dei voti (35.560) contro i candidati de L'Ulivo Pasquale La Cerra (43,86%) e della Fiamma Tricolore Domenico Moronese. Nella XIII legislatura è stato componente della 4ª Commissione Difesa, della Commissione speciale per le politiche comunitarie (che in seguito divenne la 14ª Commissione Politiche dell'Unione europea) e della Commissione parlamentare per le questioni regionali, oltre ad essere membro del consiglio direttivo del gruppo parlamentare di Forza Italia alla Camera e componente del direttivo parlamentare di Forza Italia.
Il 24 settembre 1997 viene nominato coordinatore provinciale di Forza Italia a Caserta, e successivamente eletto come vice-coordinatore regionale in Campania con delega agli enti locali sotto Antonio Martusciello.

### Vicepresidente della Commissione Attività produttive
Alle elezioni politiche del 2001 viene rieletto alla Camera, tra le liste proporzionale di Forza Italia nella circoscrizione Campania 2. Nella XIV legislatura della Repubblica è stato vicepresidente della 10ª Commissione Attività produttive, commercio e turismo.
Nel giugno 2005, dopo i pessimi risultati elettorali ottenuti alle elezioni regionali di quell'anno, venne nominato da Berlusconi come coordinatore regionale in Campania al posto di Antonio Martusciello. Durante il suo coordinamento Forza Italia risale dall'11,94% dei voti, registrati nelle elezioni regionali campane del 2005, al 27,16% nelle elezioni politiche del 2006, tornando ad essere il primo partito in Campania.

#### Candidatura alla Provincia di Caserta
Alle elezioni amministrative del 2005 si candida alla presidenza della Provincia di Caserta, appoggiato dalla coalizione di centro-destra la Casa delle Libertà formata da: Forza Italia, Alleanza Nazionale, Unione dei Democratici Cristiani e di Centro, Nuovo PSI, Democrazia Cristiana per le Autonomie, Partito Liberale Italiano, Partito Repubblicano Italiano, Movimento Idea Sociale e le liste "Movimento Pro Pensionati" e "Consumatori". Alla tornata elettorale ottiene il 45,57% dei voti, venendo sconfitto al primo turno dal candidato del centro-sinistra Sandro De Franciscis (UDEUR) col 52,27%.

### Sottosegretario all'economia e alle finanze
È stato riconfermato con Forza Italia alla Camera dei Deputati nelle successive consultazioni del 2006 e poi in seno al Popolo della Libertà nel 2008 per la circoscrizione Campania 2. Durante quest'ultimo incarico da deputato, dal 12 maggio 2008 Cosentino è stato nominato Sottosegretario di Stato all'Economia e alle Finanze del quarto Governo Berlusconi.
Si è candidato alla presidenza della Provincia di Caserta nel 2005, ma è stato battuto dal candidato del centrosinistra Sandro De Franciscis, limitandosi così a svolgere un mandato come consigliere provinciale. Ha anche cercato la candidatura alle elezioni regionali del 2010 in Campania, ma lo schieramento di centrodestra ha poi scelto il suo compagno di partito Stefano Caldoro (che avrebbe poi vinto le elezioni).

### Fuori dal Parlamento
In vista delle elezioni politiche del 2013, Il 21 gennaio si apprende che non è stato ricandidato al Parlamento tra le liste del Popolo delle Libertà, per via dell'opposizione del segretario del PdL Angelino Alfano.
Nel gennaio 2014 fonda il gruppo "Forza Campania" a sostegno del ritorno di Forza Italia e contro i forzisti campani Paolo Russo, Mara Carfagna, Luigi Cesaro e il presidente della Regione Campania Stefano Caldoro, colpevole di aver appoggiato il sindaco di Napoli Luigi De Magistris. Il gruppo è formato da 7 consiglieri regionali, deputati e svariati sindaci e consiglieri comunali campani.

## Coinvolgimenti giudiziari e dimissioni da sottosegretario
Le prime accuse di collusione con la camorra arrivano dopo la pubblicazione su L'Espresso di una dichiarazione del boss pentito Carmine Schiavone, che confermerebbe un patto elettorale siglato con Cosentino: 
(Carmine Schiavone)
Tali affermazioni sono state successivamente giudicate false dal pubblico ministero Raffaele Cantone, ragione per cui le indagini sono state archiviate.

### Accusa di riciclaggio di rifiuti tossici
A settembre 2008 venne pubblicamente accusato di aver avuto un ruolo di primo piano nell'ambito del riciclaggio abusivo di rifiuti tossici attraverso la società per lo smaltimento dei rifiuti Eco4, come emerse dalle rivelazioni di Gaetano Vassallo, un imprenditore reo confesso di aver smaltito abusivamente rifiuti tossici in Campania attraverso la corruzione di politici e funzionari.
Il coinvolgimento di Cosentino è stato supposto sulla base della confessione di Gaetano Vassallo ai pm della direzione distrettuale antimafia napoletana:
Ricordo che Cosentino ebbe a ricevere la somma in una busta gialla e Sergio mi informò del suo contenuto»
(Gaetano Vassallo)
Il 28 gennaio 2009 la Camera dei Deputati respinge (con 138 sì, 236 no e 33 astenuti) una mozione che impegna il governo ad invitare Cosentino a rassegnare le dimissioni presentata da Partito Democratico, Italia dei Valori e Unione di Centro.
Il 10 novembre 2009, dai magistrati inquirenti fu inviata alla Camera dei deputati una richiesta di autorizzazione per l'esecuzione della misura della custodia cautelare per il reato di concorso esterno in associazione camorristica. Il testo del mandato di arresto riportava le seguenti motivazioni:
Il 25 novembre 2009 la Giunta per le Autorizzazioni della Camera dei Deputati approva (con 11 sì, 6 no e 1 astenuto) la relazione Lo Presti (Il Popolo della Libertà), che nega l'arresto. Hanno votato a favore Il Popolo della Libertà, Lega Nord e un rappresentante dell'Unione di Centro. Hanno votato contro Partito Democratico, Italia dei Valori e l'altro rappresentante dell'Unione di Centro. Si astiene il radicale Maurizio Turco.
Lo stesso giorno il Senato respinge (con 116 sì, 165 no e 2 astenuti) una mozione presentata da Partito Democratico e Unione di Centro che impegna il governo ad invitare Cosentino a dimettersi; viene respinta (con 95 sì, 170 no e 17 astenuti) anche una mozione presentata dall'Italia dei Valori che impegna il governo a revocargli la nomina a Sottosegretario di Stato.
Il 10 dicembre 2009 la Camera dei Deputati approva a voto segreto (con 360 sì e 226 no) la relazione Lo Presti, negando quindi l'arresto.
Subito dopo aver negato l'arresto la Camera respinge tre mozioni presentate dalle opposizioni che impegnano il governo ad invitare Cosentino a rassegnare le dimissioni. 
La prima mozione (presentata dall'Italia dei Valori) è respinta con 222 sì, 303 no e 41 astenuti; la seconda (presentata dal Partito Democratico) è respinta invece con 254 sì, 304 no e 10 astenuti; infine, la terza mozione (presentata dall'Unione di Centro) è rigettata con 255 sì, 304 no e 9 astenuti.
A fine 2009 il pentito di Camorra Luigi Guida, detto O'ndrink, rilascia dichiarazioni ai magistrati in merito alla gestione della società Eco4. Guida rivela lo stretto rapporto e la corresponsabilità nello smaltimento abusivo di rifiuti tra Cosentino e i fratelli Sergio e Michele Orsi, collusi con la Camorra (il primo fu arrestato per associazione a delinquere, il secondo fu assassinato nel 2008 per aver denunciato dei camorristi).
Il 28 gennaio 2010 la Corte di cassazione confermò le misure cautelari a carico di Cosentino. Il 19 febbraio la richiesta di dimissioni dagli incarichi fu respinta da Silvio Berlusconi.
Il 14 aprile 2010 la Giunta per le Autorizzazioni della Camera dei Deputati approva la relazione Lo Presti (Il Popolo della Libertà), che nega l'autorizzazione all'uso delle intercettazioni telefoniche di Cosentino. Favorevoli Il Popolo della Libertà e Lega Nord; contrari Partito Democratico, Unione di Centro e Italia dei Valori.
Il 22 settembre 2010 la Camera dei deputati approva a scrutinio segreto, con 308 favorevoli e 285 contrari, la relazione Lo Presti, negando quindi l'uso delle intercettazioni richieste dai pm di Napoli. Favorevoli alla relazione PdL e Lega Nord, mentre contrari PD, IdV, Udc, Api e il neonato gruppo di Futuro e Libertà per l'Italia. La richiesta di voto era stata inoltrata per ulteriore fiducia alla Camera dal presidente della Commissione Bicamerale di controllo degli Enti di previdenza e del Comitato per la legislazione, il finiano Antonino Lo Presti, dopo che la stessa commissione si era espressa contro l'autorizzazione.
Il 25 dicembre 2010 la Procura chiede il rinvio a giudizio di Cosentino. In seguito a ciò Cosentino chiede e ottiene il giudizio immediato.
Il 1º febbraio 2012 la Camera ha respinto la proposta dell'Ufficio di Presidenza di costituirsi in giudizio innanzi alla Corte Costituzionale per resistere ad un conflitto di attribuzione tra poteri dello Stato sollevato dal tribunale di Santa Maria Capua Vetere, prima sezione penale, in relazione alla deliberazione della Camera del 22 settembre 2010 con la quale è stata negata l'autorizzazione ad utilizzare intercettazioni telefoniche nei confronti del deputato Nicola Cosentino. Il voto a scrutinio segreto ha visto respingere la richiesta con una ventina di voti di scarto. Contro la richiesta hanno votato PdL, UdC, Popolo e Territorio e Radicali Italiani del Pd mentre a favore hanno votato PD, IdV, Fli, Api, Mpa e anche la Lega.
Il 15 marzo 2013 si è costituito presso il carcere napoletano di Secondigliano, dichiarando di non voler partecipare alle successive udienze del processo.
Il 26 luglio 2013 Cosentino lascia il carcere di Secondigliano, il Tribunale di Santa Maria Capua Vetere gli concede gli arresti domiciliari.
L'8 novembre 2013 Cosentino viene scarcerato su delibera del tribunale di Santa Maria Capua Vetere, presieduto da Orazio Rossi.
Nel settembre 2015 anno ha inizio il processo a Cosentino al Tribunale di Santa Maria Capua Vetere.
Il 13 ottobre 2016 la Procura chiede la condanna di Cosentino a 16 anni di reclusione.
Il 16 novembre 2016 il Tribunale di Santa Maria Capua Vetere condanna Nicola Cosentino a 9 anni di reclusione per concorso esterno in associazione camorristica in quanto ritenuto il referente del Clan dei Casalesi.
Il 21 luglio 2021 la Corte di appello di Napoli conferma la condanna in primo grado e l'impianto accusatorio, aumentando la pena a 10 anni di reclusione.
Il 26 aprile 2023 la sesta sezione penale della Cassazione ha confermato la condanna d'appello a 10 anni di carcere. Il giorno seguente, Cosentino si costituì presso il carcere di Rebibbia (Roma) per scontare la sua pena.

### Caso della P3
Nel luglio 2010 l'imprenditore Flavio Carboni resta coinvolto a Roma in un'inchiesta su irregolarità nella gestione degli appalti per degli impianti eolici in Sardegna; in questo ambito viene indagato anche il presidente PDL della Sardegna Ugo Cappellacci. Carboni è stato arrestato insieme a Pasquale Lombardi, geometra ed ex esponente della Democrazia Cristiana nonché ex sindaco del suo paese di origine, Cervinara (Avellino), e all'imprenditore Arcangelo Martino, ex assessore comunale di Napoli.
A tali personaggi i pm romani contestano, inoltre, l'accusa di:
- aver esercitato pressioni sui giudici della Corte Costituzionale al fine di favorire la legittimità del Lodo Alfano,
- aver sostenuto la riammissione della lista civica regionale "Per la Lombardia" (la quale appoggiava il candidato di centrodestra per le elezioni regionali del 2010 ed ex presidente della regione Lombardia Roberto Formigoni),
- aver favorito la nomina a presidente della Corte d'appello di Milano del pm Alfonso Marra (che effettivamente ottenne la nomina)[33].

Costoro, secondo l'accusa, avrebbero favorito anche la posizione di Cosentino come candidato presidente di centrodestra per la Regione Campania alle elezioni 2010.
Questa "struttura riservata", come si trova definita all'interno dell'informativa del 18 giugno redatta dai carabinieri di Roma, avrebbe orchestrato (secondo la stessa informativa) una campagna denigratoria all'interno del PDL campano al fine di far decadere la candidatura di Caldoro, al fine di promuovere quella dell'ex sottosegretario all'economia Nicola Cosentino, la cui corsa alla poltrona di presidente della regione era venuta meno a seguito dell'indagine a suo carico sul reato di associazione camorristica.
Il 14 luglio 2010, dopo un incontro con esponenti di spicco del PDL, tra cui Silvio Berlusconi e il coordinatore nazionale Denis Verdini, Nicola Cosentino ha annunciato le sue dimissioni da sottosegretario di Stato del Ministero dell'Economia e delle Finanze. Al contempo, su iniziativa di Berlusconi, Cosentino ha mantenuto il ruolo di coordinatore regionale del partito in Campania. La scelta di rassegnare le dimissioni dai suoi incarichi istituzionali è maturata a seguito delle critiche mosse dall'ala finiana del Pdl, che lo aveva già in passato sollecitato a dimettersi dalla carica di sottosegretario.
Critiche agli iniziali tentativi di mantenere i propri incarichi, nonostante l'emersione dei fatti inerenti allo scandalo intorno alla "nuova P2", che lo vedrebbero direttamente coinvolto, sono giunte, nello stesso giorno, anche dal quotidiano milanese, il Corriere della Sera. Le dimissioni di Cosentino hanno fatto seguito, inoltre, alla scelta operata dal Presidente della Camera Gianfranco Fini di calendarizzare, per la settimana successiva al giorno della presentazione delle dimissioni, la mozione di sfiducia contro di lui (firmata da Partito Democratico, Italia dei Valori e Unione di Centro).
Il 7 novembre 2013 la Giunta per le Autorizzazioni della Camera dei Deputati respinge (con 3 sì e 12 no) la relazione Costa (Popolo della Libertà), che nega l'utilizzo delle intercettazioni telefoniche di Cosentino riguardanti il caso della P3. In seguito alla reiezione, viene nominata relatrice l'onorevole Sofia Ammodio (Partito Democratico), che propone l'autorizzazione all'uso di tutte le intercettazioni richieste. La proposta è approvata dalla Giunta con 13 sì e 1 no.
Il 27 novembre 2013 la Camera dei Deputati approva (con 372 sì, 48 no e 2 astenuti) la relazione Ammodio, concedendo l'autorizzazione all'uso delle intercettazioni.
Infine il 5 novembre 2014 viene rinviato a giudizio con l'accusa di diffamazione e violenza privata. Il processo è fissato per il 5 febbraio 2015 davanti alla IX sezione penale.
L'11 novembre 2016 la Procura chiede la condanna di Cosentino a 1 anno e 6 mesi di reclusione.
Il 17 marzo 2018 il Tribunale di Roma condanna Cosentino a 10 mesi di reclusione per le accuse di diffamazione e violenza privata; il Tribunale condanna inoltre Cosentino (insieme all'ex assessore regionale Ernesto Sica) al pagamento di un risarcimento simbolico di un euro in favore dell'ex Presidente della Campania Stefano Caldoro, così come chiesto da Caldoro stesso.

### Rapporti con il clan dei Casalesi
Il nome di Nicola Cosentino è comparso in un'inchiesta della direzione distrettuale antimafia di Napoli sulla camorra. Il tribunale emette una seconda ordinanza di custodia cautelare in carcere nei suoi confronti, soggetta ad approvazione della Camera. Il giudice delle indagini preliminari Egle Pilla lo definisce «il referente nazionale» delle cosche casalesi.
Il 10 gennaio 2012 la Giunta per le autorizzazioni a procedere della Camera dei deputati boccia la relazione Paniz (PdL) per negare la richiesta di custodia cautelare per Cosentino con 11 voti contrari e 10 favorevoli. Hanno votato a favore della relazione Il Popolo della Libertà, Popolo e Territorio, Partito Repubblicano Italiano del Gruppo misto e Maurizio Turco, Radicale del Pd. Hanno invece votato contro il Partito Democratico, Italia dei Valori, Unione di Centro, Futuro e Libertà per l'Italia e anche la Lega Nord. Il nuovo relatore sarà Marilena Samperi, Segretario e capogruppo Pd in Giunta.
Il 12 gennaio 2012, la Camera dei Deputati con voto segreto chiesto dal PdL ha respinto la relazione Samperi (Pd) negando l'autorizzazione all'arresto con 309 deputati contrari e 298 favorevoli. I gruppi che in dichiarazione di voto hanno espresso parere negativo all'autorizzazione sono stati Il Popolo della Libertà, Popolo e Territorio, Forza del Sud, Partito Repubblicano Italiano, Fareitalia, Grande Sud e i Radicali del Pd mentre hanno espresso parere favorevole Partito Democratico, Italia dei Valori, Unione di Centro, Futuro e Libertà per l'Italia, Alleanza per l'Italia, Movimento per le Autonomie e i Liberal Democratici. Non hanno preso parte al voto le minoranze linguistiche (Südtiroler Volkspartei e Autonomie Liberté Démocratie) e i Liberali per l'Italia-Partito Liberale Italiano. La Lega Nord ha lasciato, invece, libertà di voto, risultando così decisiva ai fini della negata autorizzazione all'arresto di Cosentino.
Prima del voto alla Camera Cosentino aveva annunciato che qualunque fosse stato l'esito del voto avrebbe rassegnato le sue dimissioni irrevocabili da coordinatore regionale del PdL in Campania. Dopo il voto ha formalizzato le preannunciate dimissioni.
Il 15 luglio 2015 la Giunta per le Autorizzazioni della Camera dei Deputati approva (con 12 sì, 2 no e 1 astenuto) la relazione Bragantini (Gruppo misto), che autorizza l'uso delle intercettazioni telefoniche di Cosentino nell'inchiesta in questione.
Il 27 ottobre 2015 la Camera dei Deputati approva a voto segreto (con 342 sì e 46 no) la relazione Bragantini, concedendo l'autorizzazione all'uso delle intercettazioni.
Il 21 aprile 2017 il Tribunale di Santa Maria Capua Vetere condanna Cosentino a 5 anni di reclusione per tentato reimpiego di capitali illeciti con l'aggravante mafiosa.

#### L'arresto per aver agevolato i Casalesi
Il 31 gennaio 2014 l'ex-parlamentare, assieme ai fratelli Giovanni e Antonio, viene indagato dalla Procura di Napoli per illecita concorrenza ed estorsione aggravata per aver agevolato il clan camorristico dei Casalesi. Tra gli elementi di accusa agli atti dell'inchiesta figurano intercettazioni e dichiarazioni di pentiti.
Il 3 aprile seguente viene tratto in arresto, insieme ai fratelli, nell'ambito della stessa inchiesta.
Il 15 marzo 2017 il Tribunale di Santa Maria Capua Vetere lo condanna a 7 anni e 6 mesi di carcere al termine del processo di primo grado ("Carburanti") in cui era imputato per estorsione e illecita concorrenza, riqualificando i reati in tentata estorsione e concussione, con l'aggravante mafiosa. La Corte ha emesso condanne rispettivamente a 9 anni e 6 mesi e 5 anni e 4 mesi anche a carico dei fratelli, Giovanni e Antonio Cosentino. I giudici dispongono poi la confisca delle quote e dei beni della società di carburanti di famiglia, l'Aversana Petroli.
Dopo che già nel 2016 era finito ai domiciliari prima a Sesto Campano in Molise e poi nella sua abitazione di Caserta, torna in libertà nel febbraio del 2018 con l’obbligo di presentazione alla polizia giudiziaria.
Il 14 settembre 2018 la Corte d'Appello di Napoli assolve Cosentino ed i fratelli Giovanni e Antonio dalle accuse a loro rivolte.
Il 4 giugno 2019 la Corte di Cassazione ha confermato la sentenza della Corte di Appello di Napoli, confermando la piena assoluzione per Nicola Cosentino, i fratelli Giovanni e Antonio, e gli altri imputati del processo cosiddetto "Carburanti", relativo a fatti concernenti l'azienda di famiglia dei Cosentino, l'Aversana Petroli.

#### L'accusa di corruzione
Il 29 aprile 2015 il GIP del Tribunale di Napoli Nord emette una nuova ordinanza di arresto per Cosentino, trasferito da poco nel carcere di Terni dopo il ritrovamento di un iPod nella sua cella, e per il cognato Giuseppe Esposito che, tramite un agente del penitenziario anch'esso arrestato, gli avrebbe fatto recapitare cibo, abiti e altro materiale e avrebbe fatto da tramite per la comunicazione esterna e per la gestione delle vicende politiche della fazione cosentiniana. Per la moglie di Cosentino, accusata anche lei di concorso in corruzione di pubblico ufficiale, scatta invece l'obbligo di dimora a Caserta.
Il 22 giugno 2016 il Tribunale di Napoli Nord condanna Cosentino a 4 anni di reclusione per l'accusa di corruzione. La condanna è confermata dalla Corte d'Appello di Napoli il 17 ottobre 2017 e dalla Corte di Cassazione il 13 settembre 2018. Avendo già scontato la pena tramite la custodia cautelare, Cosentino non va in carcere.

## Documentari
- Nico Pirozzi, Il Casalese, Napoli, Edizioni Cento Autori, 2012. ISBN 978-88-97121-62-6